# Demokratisches Bulgarien
Demokratisches Bulgarien (bulgarisch Демократична България Demokratitschna Balgarija, kurz DB) ist ein 2018 gegründetes Bürgerliches Wahlbündnis in Bulgarien. Ihm gehören die politischen Parteien Demokraten für ein starkes Bulgarien (DSB) und Da, Balgarija! (DaB!) an, bis 15. April 2024 auch die Grüne Bewegung (ZD).

## Wahlen
Die Koalition nahm an der Europawahl teil. Das Wahlbündnis gewann 6,1 % der Wählerstimmen und konnte mit dem DSB-Mitglied Radan Kanew ein Mitglied für im Europaparlament stellen.
Bei den am 27. Oktober 2019 stattgefundenen Kommunalwahlen nahm das Wahlbündnis in mehreren Städten und Gemeinden teil. Obwohl Sitze in einer Reihe von Gemeinderäten (Sofia, Plowdiw, Warna, Weliko Tarnowo) gewonnen wurden, gelang es nicht einen einzigen Bürgermeistersitz zu gewinnen.
Bei der Parlamentswahl in Bulgarien im April 2021 erreichte das Wahlbündnis 9,29 % der Stimmen und stellte damit 27 Abgeordnete, dass sind 13 Mandate für Da, Balgarija!, 10 Mandate für die DSB und 4 Mandate für die Grüne Bewegung.
Bei der Parlamentswahl in Bulgarien im Juli 2021 erreichte das Wahlbündnis 12,48 % der Stimmen und stellt damit 34 Abgeordnete, dass sind 19 Mandate für Da, Balgarija!, 11 Mandate für die DSB und 4 Mandate für die Grüne Bewegung.
Bei der Parlamentswahl in Bulgarien im November 2021 erreichte das Wahlbündnis 6,37 % der Stimmen und stellt damit 16 Abgeordnete, dass sind 10 Mandate für Da, Balgarija!, 4 Mandate für die DSB und 2 Mandate für die Grüne Bewegung.
Am 15. April 2024 gab die Grüne Bewegung bekannt, dass sie nicht mehr Teil des Bündnisses sein werde, so dass nur noch DaB und DSB als Parteien übrig blieben.

### Wahlergebnisse
| Jahr | Wahl                         | Stimmenanteil | Sitze               | Sitze DaB! | Sitze DSB | Sitze ZD                       |
| ---- | ---------------------------- | ------------- | ------------------- | ---------- | --------- | ------------------------------ |
| 2019 | Europawahl 2019              | 06,06 %       | 1/17                | 0/17       | 1/17      | 0/17                           |
| 2021 | Parlamentswahl April 2021    | 09,29 %       | 27/240              | 13/240     | 10/240    | 4/240                          |
| 2021 | Parlamentswahl Juli 2021     | 12,48 %       | 34/240              | 19/240     | 11/240    | 4/240                          |
| 2021 | Parlamentswahl November 2021 | 06,37 %       | 16/240              | 10/240     | 4/240     | 2/240                          |
| 2022 | Parlamentswahl 2022          | 07,44 %       | 20/240              | 9/240      | 8/240     | 3/240                          |
| 2023 | Parlamentswahl 2023          | 24,56 %       | 26/240 1 von 64/240 | 13/240     | 10/240    | 3/240                          |
| 2024 | Europawahl 2024              | 14,45 %       | 1/17 1 von 3/17     | 0/17       | 1/17      | nicht mehr Teil des Bündnisses |
| 2024 | Parlamentswahl Juni 2024     | 14,33 %       | 17/240 1 von 39/240 | 9/240      | 8/240     | nicht mehr Teil des Bündnisses |